# 8722-es mellékút (Magyarország)
A 8722-es számú mellékút egy valamivel több, mint 10 kilométer hosszú, négy számjegyű országos közút Vas vármegye területén; Egyházasrádócot köti össze Körmenddel és a 8-as főúttal.

## Nyomvonala
A 8-as főútból ágazik ki, annak a 163+100-as kilométerszelvénye közelében, Körmend központjában – pontosan a Batthyány–Strattmann-kastély bejárati útjának meghosszabbításaként –, észak-északnyugati irányban. Hunyadi János utca néven húzódik körülbelül 700 méteren át a kiindulási irányában, majd a Szombathely–Szentgotthárd-vasútvonal Körmend vasútállomásának és autóbusz-állomásának térségét elérve keletnek fordul. Kevéssel arrébb, az állomási térség keleti szélét elhagyva, szintben keresztezi a vasút vágányait, majd visszakanyarodik a kezdeti – nyilvánvalóan a vasút építésénél régebben kialakult – nyomvonalhoz. Ezután is a Hunyadi János utca nevet viseli, így lép ki a város belterületei közül, kevéssel a második kilométerének elérését megelőzően.
Jó darabig még ezután is körmendi külterületek között halad, közben, a negyedik kilométere után egy kissé keletebbi irányt vesz. 5,6 kilométer után lépi át Rádóckölked határát, de sokáig ezt követően is külterületen folytatódik, már 8,2 kilométer megtételén is túl jár, amikor eléri e község első házait. 8,5 kilométer után egy elágazáshoz ér, ott válik ki belőle nyugati irányban a 8709-es út – ez tekinthető Rádóckölked főutcájának is –, ugyanott át is lép az útjába eső utolsó község, Egyházasrádóc területére. Kossuth Lajos utca néven halad el Rádócújfalu településrész északi részén, végigvezet a történelmi Egyházasrádóc településrész központján, majd a község központjában, egy kereszteződéshez érve véget is ér. Ugyanebbe a kereszteződésbe délkelet felől betorkollva ér véget a 8706-os út, északkelet felé pedig a 87 311-es számú mellékút ágazik ki, Egyházasrádóc vasútállomás felé.
Teljes hossza, az országos közutak térképes nyilvántartását szolgáló kira.gov.hu adatbázisa szerint 10,078 kilométer.

## Története
Nyomvonalának vonalvezetése alapján igen valószínű, hogy a 86-os főút Körmend lakott részeit elkerülő, s egyben két korábbi vasúti keresztezéstől is mentesített szakaszának forgalomba helyezése előtt teljes hosszában a főút része volt.

## Települések az út mentén
- Körmend
- (Rádóckölked)
- Egyházasrádóc